# Crkva sv. Margarete u Westminsteru
Anglikanska crkva sv. Margarete nalazi se unutar Westminsterke opatije na Parlamentarnom trgu i župna je crkva Britanskog parlamenta u Londonu.

## Povijest
Crkvu su u 12. st. izgradili Benediktinci kako bi se građani Ossulstonea (u Middlesexu) mogli odvojeno moliti u svojoj župnoj crkvi. Crkva je obnovljena od 1486. do 1523. god. u stilu kasne engleske gotike (Tudor style), a župnom crkvom Westminsterske palače postala je 1614. god. jer je Puritancima smetala previše "liturgijsko" održavanje mise u opatijskoj crkvi. Od tada je upravitelj ove crkve i kanon Westminsterske opatije.
Sjeverozapadni toranj je obnovio arhitekt John James od 1734. do 1738. god., i u isto vrijeme crkva je obložena portlandskim kamenom, a dodani su istočni i zapadni trijem. God. 1877., crkvu je značajno obnovio i dijelom promijenio Sir George Gilbert Scott, ali sačuvavši odlike Tudor arhitekture iz 15. st.

## Odlike
Najznamenitije u crkvi je flamanski vitraj iz 1509. god. kojim se slave zaruke Katarine Aragonske s Kraljevićem Arturom, starijim bratom Henrika VIII.
U crkvi su sahranjene mnoge značajne osobe iz engleske povijesti kao što su parlamentarac Walter Raleigh te pjesnik John Milton.

## Vanjske povezncie
- Vodič kroz Crkvu sv. Margarete u Westminsteru  Arhivirana inačica izvorne stranice od 3. srpnja 2014. (Wayback Machine)